# Reginald Bretnor
Reginald Bretnor gebürtig Alfred Reginald Kahn; (* 30. Juli 1911 in Wladiwostok, Russisches Kaiserreich; † 22. Juli 1992 in Medford, Oregon) war ein US-amerikanischer Science-Fiction-Schriftsteller.

## Leben und Werk
Bretnors Vater Grigory Kahn, ein gebürtiger Russe, zog 1917 mit seiner Familie von Sibirien nach Japan. Bretnors Mutter war britische Staatsbürgerin und erhielt nach ihrer Heirat mit Grigory die russische Staatsbürgerschaft. 1920 zog die Familie dann in die Vereinigten Staaten. 1948 heiratete Reginald Bretnor die Bibliothekarin und Übersetzerin Helen Harding, die 1967 verstarb. Seine zweite Heirat schloss er mit Rosalie McShane, selbst eine Autorin, die unter dem Pseudonym Rosalie Bodrero schrieb.
Dokumenten des Southern Oregon Historical Society-Archivs zufolge leistete er seinen Militärdienst in der letzten Kavallerieeinheit der US Army ab, die er aus gesundheitlichen Gründen im August 1941 verließ. 1942 versuchte er einen Wiedereintritt, wurde aber abgewiesen. Das Office of War Information stellte ihn dann ein, damit er Propaganda gegen Japan schrieb, einige seiner Dokumente sind heute im SOHSA einzusehen. Nach dem Zweiten Weltkrieg arbeitete er für das Außenministerium der Vereinigten Staaten, bis eine erneute Krankheit ihn zwang, seinen Beschäftigung aufzugeben.
Zusätzlich zu Kriegen, Waffen und Science Fiction interessierte er sich für Katzen. Er übersetzte Les Chats, eines der ersten bekannten Bücher über Katzen (im Original von François-Augustin Paradis de Moncrif, 1727). Im Anschluss schrieb er selbst Artikel über Katzen. Zeit seines Lebens besaß er Katzen, zu denen er laut eigener Aussage auch eine seelische Verbindung hat.
Bretnor und einigen anderen SF und Fantasyautoren wird nachgesagt, dem Order of the Trapezoid von Anton Szandor LaVey angehört zu haben, bevor dieser seine Church of Satan gegründet hat.
Die meisten Werke von Bretnor sind Kurzgeschichten, die meist skurrile Handlungen haben, oder zumindest ironisch geschrieben sind. Ebenso schrieb er über militärische Theorien und gab einige der ersten Bücher heraus, die sich kritisch mit Science Fiction als Literaturgattung beschäftigten.
Unter dem Pseudonym Grendel Briarton (einem Anagramm seines Namens), gab er über 80 Vignetten mit dem zeitreisenden Protagonisten Ferdinand Feghoot in Form von Yarns heraus. Die Geschichten mit und um Feghoot spielen immer vor dem Hintergrund einer Zeitreise (Vergleichbar mit Doctor Who). Allerdings löst Bretnor die Geschichten sehr oft mithilfe eines bösen Wortwitzes. In seinen Abenteuern arbeitet Feghoot für die „Society for the Aesthetic Re-Arrangement of History“ („Gesellschaft zur ästhetischen Neugestaltung der Geschichte“) und reist mittels eines Geräts durch die Zeit, das keinen Namen hat, aber typografisch als „)(“ dargestellt wird.

## Bibliografie
Schimmelhorn / Papa Schimmelhorn
Kurzgeschichten:
- The Gnurrs Come from the Voodvork Out (in: The Magazine of Fantasy and Science Fiction, Winter-Spring 1950)
  - Deutsch: Die Geheimwaffe. Übersetzt von Gisela Stege. In: Robert Silverberg (Hrsg.): Menschen und andere Ungeheuer. Heyne SF&F #3378, 1974, ISBN 3-453-30255-9. Auch in: Die Schimmelhorn-Akte. 1987.
- The Fledermaus Report (in: Other Worlds Science Stories, June and July 1951)
- Little Anton (1951, in: Raymond J. Healy (Hrsg.): New Tales of Space and Time)
  - Deutsch: Der kleine Anton. In: Die Schimmelhorn-Akte. 1987.
- Papa Schimmelhorn and the S.O.D.O.M. Serum (1973, in: Thomas N. Scortia und Chelsea Quinn Yarbro (Hrsg.): Two Views of Wonder)
  - Deutsch: Papa Schimmelhorn und das S.O.D.O.M.-Serum. In: Die Schimmelhorn-Akte. 1987.
- Count von Schimmelhorn and the Time-Pony (in: The Magazine of Fantasy and Science Fiction, October 1974)
  - Deutsch: Graf von Schimmelhorn und das Zeit-Pony. In: Die Schimmelhorn-Akte. 1987.
- The Ladies of Beetlegoose Nine (in: The Magazine of Fantasy and Science Fiction, October 1976)
  - Deutsch: Die Frauen von Betaigäuse Neun. In: Die Schimmelhorn-Akte. 1987.
- Papa Schimmelhorn’s Yang (in: The Magazine of Fantasy and Science Fiction, March 1978)
  - Deutsch: Papa Schimmelhorns „Yang“. In: Jerry Pournelle (Hrsg.): Black Holes. Bastei Lübbe Science Fiction Special #24012, 1980, ISBN 3-404-24012-X. Auch als: Papa Schimmelhorns Yang, in: Die Schimmelhorn-Akte. 1987.
- Nobelist Schimmelhorn (in: The Magazine of Fantasy & Science Fiction, May 1987)
- Among the Missing (1986, in: Schimmelhorn’s Gold)
  - Deutsch: Unter den Vermißten. In: Schimmelhorns Gold. 1987.
- Der Lead in Der Pencil (1986, in: Schimmelhorn’s Gold)
  - Deutsch: Aine Frage där Potänz. In: Schimmelhorns Gold. 1987.
- The Gnomes of Zürich (1986, in: Schimmelhorn’s Gold)
  - Deutsch: Die Gnome von Zürich. In: Schimmelhorns Gold. 1987.
- Gone But Not Forgotten (1986, in: Schimmelhorn’s Gold)
  - Deutsch: Aus den Augen – aber nicht aus dem Sinn. In: Schimmelhorns Gold. 1987.
- Hot Line From Moscow (1986, in: Schimmelhorn’s Gold)
  - Deutsch: Heißer Draht nach Moskau. In: Schimmelhorns Gold. 1987.
- Love Story (1986, in: Schimmelhorn’s Gold)
  - Deutsch: Große Liebe. In: Schimmelhorns Gold. 1987.
- Meister Gansfleisch (1986, in: Schimmelhorn’s Gold)
  - Deutsch: Meister Gansfleisch. In: Schimmelhorns Gold. 1987.
- Minotauromachy (1986, in: Schimmelhorn’s Gold)
  - Deutsch: Minotauruskampf. In: Schimmelhorns Gold. 1987.
- Papa and Mama and the Stepple (1986, in: Schimmelhorn’s Gold)
  - Deutsch: Papa, Mama und der Glockenturm. In: Schimmelhorns Gold. 1987.
- The Princess and the Peasant: Overture (1986, in: Schimmelhorn’s Gold)
  - Deutsch: Die Prinzessin und der Tölpel: Eine Overtüre. In: Schimmelhorns Gold. 1987.
- Prinz Owgoost (1986, in: Schimmelhorn’s Gold)
  - Deutsch: Prinz Auh-guscht. In: Schimmelhorns Gold. 1987.
- Shopping List (1986, in: Schimmelhorn’s Gold)
  - Deutsch: Einkaufsliste. In: Schimmelhorns Gold. 1987.

Sammlungen:
- The Schimmelhorn File: Memoirs of a Dirty Old Genius (1979; auch: The Schimmelhorn File – Memoirs of a Dirty Old Genius)
  - Deutsch: Die Schimmelhorn-Akte. Illustriert von Mark van Oppen. Übersetzt von Andreas Brandhorst. Heyne SF&F #4408, 1987, ISBN 3-453-00417-5.
- Schimmelhorn’s Gold (1986)
  - Deutsch: Schimmelhorns Gold. Illustriert von Mark van Oppen. Übersetzt von Andreas Brandhorst. Heyne SF&F #4409, 1987, ISBN 3-453-00418-3.

Ferdinand Feghoot
Die Ferdinand-Feghoot-Geschichten sind eine Serie von Kurzgeschichten, die Bretnor unter dem Pseudonym Grendel Briarton ab 1956 veröffentlichte. Die Geschichten sind durchnummeriert, der Titel ist stets Through Time and Space with Ferdinand Feghoot gefolgt von der Seriennummer, und zwar:
- in einer ersten Serie mit römischen Ziffern (I–LXXXVI, 1956–1975),
- in einer zweiten Serie mit römischen Ziffern und Ausrufezeichen anstelle der „I“ (also zum Beispiel „!!!“ für die Nummer 3; 13 Teile, 1977–1982),
- in einer dritten Serie mit griechischen Buchstaben (9 Teile, „alpha“ bis „iota“; 1983–1987).

Sammlungen:
- Through Time and Space with Ferdinand Feghoot: The First Forty-Five Feghoot Adventures with Five More Never Previously Heard from (1962)
- The Compleat Feghoot: The Many Lives and Greatest Exploits of History’s Punniest Space-Time Traveller (1975)
- The (Even More) Compleat Feghoot: The Many Lives and Greatest Exploits of History’s Punniest Space-Time Traveller (1980)
- The Collected Feghoot (1992)

In deutscher Übersetzung erschienen:
- Through Time and Space with Ferdinand Feghoot (in: The Magazine of Fantasy and Science Fiction, May 1956)
  - Deutsch: Durch Raum und Zeit mit Ferdinand Feghoot. In: Edward L. Ferman (Hrsg.): 30 Jahre Magazine of Fantasy and Science Fiction. Heyne SF&F #3763, 1981, ISBN 3-453-30732-1.

Gilpin’s Space
- My Object All Sublime (in: The Magazine of Fantasy & Science Fiction, October 1981)
- Gilpin’s Space (in: The Magazine of Fantasy & Science Fiction, February 1983)
  - Deutsch: Gilpins Raum. In: Ronald M. Hahn (Hrsg.): Willkommen in Coventry. Heyne SF&F #4127, 1984, ISBN 3-453-31097-7.
- Gilpin’s Space (1986, Roman)

Einzelromane
- A Killing in Swords (1978)

Sammlungen
- The Timeless Tales of Reginald Bretnor (1997)
- The First Reginald Bretnor Megapack (2013)
- The Second Reginald Bretnor Megapack (2014)

Kurzgeschichten
1951:
- One of the Family (in: The Magazine of Fantasy and Science Fiction, February 1951)

1952:
- Mrs. Poppledore’s Id (in: The Magazine of Fantasy and Science Fiction, February 1952; auch: Mrs. Pigafetta Swims Well, 1963)
- Finale (in: The Magazine of Fantasy and Science Fiction, June 1952)
- Sugar Plum (in: Galaxy Science Fiction, November 1952)

1953:
- Maybe Just a Little One (in: The Magazine of Fantasy and Science Fiction, February 1953)
- The Soul of the Oisuta (in: Startling Stories, March 1953)
- Cat (in: The Magazine of Fantasy and Science Fiction, April 1953)
- Gratitude Guaranteed (in: The Magazine of Fantasy and Science Fiction, August 1953; mit Kris Neville)

1954:
- Genius of the Species (1954, in: Raymond J. Healy (Hrsg.): 9 Tales of Space and Time)
- High Man, Low Man (in: Beyond Fantasy Fiction, May 1954)

1956:
- The Past and Its Dead People (in: The Magazine of Fantasy and Science Fiction, September 1956)
- The Doorstop (in: Astounding Science Fiction, November 1956)

1960:
- Bug-Getter (in: The Magazine of Fantasy and Science Fiction, January 1960; auch: Bug Getter, 1982)
- The Man on Top (in: The Magazine of Fantasy and Science Fiction, September 1960)

1961:
- All the Tea in China (in: The Magazine of Fantasy and Science Fiction, May 1961)

1962:
- Dr. Birdmouse (in: Fantastic Stories of Imagination, April 1962)
- You Have to Know the Tune (in: The Magazine of Fantasy and Science Fiction, November 1962)

1964:
- Demigod (in: Amazing Stories, October 1964)

1966:
- The Gadge System (in: The Magazine of Fantasy and Science Fiction, February 1966)
- The Other Way (in: Riverside Quarterly, November 1966)

1967:
- Earthwoman (in: The Magazine of Fantasy and Science Fiction, August 1967)

1969:
- Party Night (in: The Magazine of Fantasy and Science Fiction, March 1969)
  - Deutsch: Die Frist. In: Wulf H. Bergner (Hrsg.): Der Aufstand der Kryonauten. Heyne SF&F #3454, 1975, ISBN 3-453-30338-5.

1973:
- Old Uncle Tom Cobleigh and All (in: The Magazine of Fantasy and Science Fiction, October 1973)

1974:
- Markham (in: The Magazine of Fantasy and Science Fiction, August 1974)

1975:
- The Pearcey Boy (in: The Magazine of Fantasy and Science Fiction, October 1975)

1977:
- The Accident Epidemic (in: Ellery Queen’s Mystery Magazine, December 1977; auch: The Beasts That Perish, 1983)

1979:
- Thirst Contact (in: The Magazine of Fantasy & Science Fiction, May 1979)
- Vote For Feghoot for a Prosperous Past! (1979)

1981:
- These Stones Will Remember (in: Isaac Asimov’s Science Fiction Magazine, February 16, 1981)
  - Deutsch: Diese Steine werden sich erinnern. In: Friedel Wahren (Hrsg.): Isaac Asimovs Science Fiction Magazin 15. Folge. Heyne SF&F #3913, 1982, ISBN 3-453-30839-5.
- The Jennerization of H. Truman Buster (1981, in: Richard S. McEnroe (Hrsg.): Proteus: Voices for the 80’s)
- It Isn’t Love That Makes the World Go ’Round (in: The Magazine of Fantasy & Science Fiction, June 1981)
  - Deutsch: Nicht die Liebe läßt die Welt sich dreh’n. In: Ronald M. Hahn (Hrsg.): Das fröhliche Volk von Methan. Heyne SF&F #3946, 1983, ISBN 3-453-30874-3.
- Swing Low, Sweet Chariot (in: Rod Serling’s The Twilight Zone Magazine, August 1981)
- Without (General) Issue (in: Isaac Asimov’s Science Fiction Magazine, November 23, 1981)

1982:
- Dream Along with Me (in: Rod Serling’s The Twilight Zone Magazine, January 1982)
- The Loneliest Unicorn (in: Fantasy Book, May 1982)

1983:
- Cryogenesis (in: The Magazine of Fantasy & Science Fiction, January 1983)
  - Deutsch: Kryogenese. In: Ronald M. Hahn (Hrsg.): Kryogenese. Heyne SF&F #4169, 1985, ISBN 3-453-31131-0.
- The Frog He Would A-Wooing Go (in: The Magazine of Fantasy & Science Fiction, June 1983)
- Deep Song (in: Amazing Science Fiction, September 1983)

1984:
- 007: „It is Enough, Ivan. Go Home!“ (1984, in: Jerry Pournelle und John F. Carr (Hrsg.): Blood and Iron)

1985:
- No Other Gods (1985, in: Charles L. Grant (Hrsg.): Midnight)
- The Proud Foot of the Conqueror (1985, in: John F. Carr und Jerry Pournelle (Hrsg.): Day of the Tyrant)
- Croome House (1985, in: Charles L. Grant (Hrsg.): The First Chronicles of Greystone Bay)

1986:
- Ultimate Weapon (in: The Magazine of Fantasy & Science Fiction, October 1986)
  - Deutsch: Die endgültige Waffe. In: Ronald M. Hahn (Hrsg.): Reisegefährten. Heyne SF&F #4485, 1988, ISBN 3-453-01018-3.
- Fungo the Unrighteous (in: Amazing Stories, November 1986)
- To a Different Drum (1986, in: John F. Carr und Jerry Pournelle (Hrsg.): The Stars at War)

1987:
- The Man Who Wrote Shakespeare (in: The Magazine of Fantasy & Science Fiction, January 1987)
- There’s Magic in Shakespeare (in: Night Cry, Summer 1987)

1988:
- Wedding Present (in: The Magazine of Fantasy & Science Fiction, January 1988)
- Aunt’s Flight (in: The Magazine of Fantasy & Science Fiction, July 1988)
- The Taste of Blood (in: Analog Science Fiction/Science Fact, September 1988)

1989:
- Unknown Things (in: Rod Serling’s The Twilight Zone Magazine, February 1989)
- The Cheval Glass (in: The Magazine of Fantasy & Science Fiction, December 1989)
- How Sweet, How Silently She Sleeps (in: Weird Tales, Spring/Fall 1989)

1990:
- Of Kinks and Frocks (in: Weird Tales, Fall 1990)

1994:
- Rokuro-Kubi (in: Worlds of Fantasy & Horror, Summer 1994)

1997:
- Mating Season (1997, in: Fred Flaxman (Hrsg.): The Timeless Tales of Reginald Bretnor)
- The Murderers’ Circle (1997, in: Fred Flaxman (Hrsg.): The Timeless Tales of Reginald Bretnor)
- Paper Tiger (1997, in: Fred Flaxman (Hrsg.): The Timeless Tales of Reginald Bretnor)

1998:
- The Haunting of H.M.S. Dryad (in: Weird Tales, Fall 1998)

2013:
- The New Reality (2013, in: John Gregory Betancourt (Hrsg.): The Sixth Science Fiction Megapack)

Anthologien (als Herausgeber)
The Future at War:
- 1 Thor’s Hammer (1979)
- 2 The Spear of Mars (1980)
- 3 Orion’s Sword (1980)

Sachliteratur
- Modern Science Fiction: Its Meaning and Its Future (1953)
- Decisive Warfare: A Study in Military Theory (1969)
- Science Fiction, Today and Tomorrow: A Discursive Symposium (1974)
- The Craft of Science Fiction: A Symposium on Writing Science Fiction and Science Fantasy (1976)
- Of Force and Violence and Other Imponderables: Essays on War, Politics, and Government (1992)